# شرون
شرون (به آلمانی: Schruns) یک منطقهٔ مسکونی در اتریش است که در ناحیه بلودنتس واقع شده‌است. شرون ۱۸٫۰۴ کیلومتر مربع مساحت دارد ۷۰۰ متر بالاتر از سطح دریا واقع شده‌است.